# 甩洲
甩洲（英語：Lut Chau）是香港的一個島嶼，地區行政上屬於元朗區，距離錦綉花園住宅區約300米。甩洲四周佈滿潮間帶小溪與紅樹林，連接米埔自然護理區，香港環境保護署將甩洲定為「具特殊科學價值地點」，保存該地魚塘的生態價值和功能。甩洲有鱷魚出沒。